# Municipio de Frohn
El municipio de Frohn (en inglés: Frohn Township) es un municipio ubicado en el condado de Beltrami en el estado estadounidense de Minnesota. En el año 2010 tenía una población de 1433 habitantes y una densidad poblacional de 15,2 personas por km².

## Geografía
El municipio de Frohn se encuentra ubicado en las coordenadas 47°27′44″N 94°43′55″O / 47.46222, -94.73194. Según la Oficina del Censo de los Estados Unidos, el municipio tiene una superficie total de 94.25 km², de la cual 84,02 km² corresponden a tierra firme y (10,85 %) 10,23 km² es agua.

## Demografía
Según el censo de 2010, había 1433 personas residiendo en el municipio de Frohn. La densidad de población era de 15,2 hab./km². De los 1433 habitantes, el municipio de Frohn estaba compuesto por el 90,16 % blancos, el 6,28 % eran amerindios, el 0,42 % eran asiáticos, el 0,49 % eran de otras razas y el 2,65 % eran de una mezcla de razas. Del total de la población el 1,61 % eran hispanos o latinos de cualquier raza.